# Het laatste oordeel (Lucas van Leyden)
Het laatste oordeel is een 16e-eeuws drieluik van de Nederlandse schilder Lucas van Leyden.

## Geschiedenis
In 1526 kreeg Lucas van Leyden van de erfgenamen van Claes Dircks van Swieten, houtkoper en schepen in Leiden, de opdracht voor het maken van een altaarstuk. Een jaar later was het schilderij gereed en werd het geplaatst in de buurt van het doopvont in de Pieterskerk. Het kunstwerk overleefde als een van de weinige altaarstukken in Nederland de Beeldenstorm in 1566. In 1572 werd het drieluik overgebracht naar het Sint Jacobsgasthuis en op een later moment naar het Catharijnengasthuis. In 1577 gaven de erfgenamen Van Swieten toestemming om het schilderij op te laten hangen in de burgemeesterskamer op het Leidse stadhuis. Daar heeft het bijna driehonderd jaar gehangen, tot het in 1874 een plaats kreeg in het nieuwe Museum De Lakenhal. Wegens verbouwing van dat museum, was het schilderij van 2016 tot begin 2019 in het Rijksmuseum Amsterdam te zien. Het laatste oordeel is een van de topstukken van het vernieuwde Museum De Lakenhal dat op 19 juni 2019 werd heropend door koning Willem-Alexander.

## Voorstelling
Het schilderij verbeeldt de dag des oordeels, zoals die wordt beschreven in het Bijbelboek Openbaring van Johannes. Links de uitverkorenen die in de hemel komen, rechts de ongelukkigen die naar de hel gaan. In het midden Jezus op zijn troon, met de apostelen aan zijn zijde. Onder hen, op aarde, wordt het kaf van het koren gescheiden.
Aan de buitenkant van de triptiek schilderde Van Leyden de apostelen Paulus en Petrus, de patronen van de Pieterskerk. In tegenstelling tot wat in die tijd gebruikelijk was, werden de opdrachtgevers niet afgebeeld.

Vanwege deze uitzonderlijkheid, en vanwege onder meer de omvang van het schilderij - die niet erg past in de buurt van de doopkapel - is er ook de mogelijkheid geopperd, dat dit schilderij bedoeld is als triptiek op het hoofdaltaar van de Pieterkerk: op die plaats klopt de maatvoering geheel en zou het zich bevonden hebben tussen beelden van Petrus en Paulus, aan wie de kerk oorspronkelijk (11 september 1121) was gewijd.